# ウェルチのt検定
統計学において、ウェルチのt検定（ウェルチのtけんてい、英: Welch's t test）は、2標本の位置の検定であり、2つの母集団が等しい平均を持つという仮説を検定するために用いられる。ウェルチ＝アスピン検定（Welch-Aspin Test）とも呼ばれる。スチューデントのt検定の改良型であり、非等分散を持つ可能性のある2つの標本に用いることが意図されている。ウェルチのt検定は、ベーレンス＝フィッシャー問題の近似解である。

## 式
ウェルチのt検定は統計量tを以下の式によって定義する。
{\displaystyle t={{\overline {X}}_{1}-{\overline {X}}_{2} \over {\sqrt {{s_{1}^{2} \over N_{1}}+{s_{2}^{2} \over N_{2}}}}}\,}
{\displaystyle {\overline {X}}_{i}}、{\displaystyle s_{i}^{2}}、{\displaystyle N_{i}}はそれぞれ{\displaystyle i}thの標本平均、不偏分散、サンプルサイズである。スチューデントのt検定とは異なり、分母は推定された合併分散に基づかない。
この推定分散と関連した自由度{\displaystyle \nu }は、ウェルチ-サタスウェイトの式を用いて近似される。
{\displaystyle \nu \approx {{\left({s_{1}^{2} \over N_{1}}+{s_{2}^{2} \over N_{2}}\right)^{2}} \over {{s_{1}^{4} \over N_{1}^{2}\cdot \nu _{1}}+{s_{2}^{4} \over N_{2}^{2}\cdot \nu _{2}}}}={{\left({s_{1}^{2} \over N_{1}}+{s_{2}^{2} \over N_{2}}\right)^{2}} \over {{s_{1}^{4} \over N_{1}^{2}\cdot \left({N_{1}-1}\right)}+{s_{2}^{4} \over N_{2}^{2}\cdot \left({N_{2}-1}\right)}}}\,}
ここで{\displaystyle \nu _{i}=N_{i}-1}であり、自由度は{\displaystyle i}th推定分散と関連している。この自由度の式は、Welch (1938) の式(9)に見られる。

## 統計検定
tおよび{\displaystyle \nu }が計算されると、これらの統計量は、「2つの母集団の平均は等しい」（両側検定）という帰無仮説あるいは「母集団の一方の平均がもう一方よりも大きいあるいは等しい」（片側検定）という帰無仮説を検定するためにt分布と共に用いることができる。具体的には、この検定によって得られるp値は、帰無仮説を棄却あるいは採択するための十分な証拠を与える。

## 推薦文献
- Daniel Borcard, Lecture Note Appendix: t-test with Welch correction, excerpt from Legendre, P. and D. Borcard. Statistical comparison of univariate tests of homogeneity of variances.
- Sawilowsky, Shlomo S. (2002). “Fermat, Schubert, Einstein, and Behrens–Fisher: The Probable Difference Between Two Means When σ1 ≠ σ2”. Journal of Modern Applied Statistical Methods 1 (2):  461-472.